# Nati nel 1973/Dicembre
| Questa pagina contiene informazioni ricavate automaticamente dalle voci biografiche con l'ausilio del template Bio e di un bot. L'aggiornamento è periodico e automatico e ricostruisce completamente la pagina. Se manca una persona in questa lista, sei pregato di non aggiungerla, ma accertati piuttosto che la sua voce biografica contenga il template Bio e che i dati anagrafici siano correttamente compilati. Se il template Bio manca, inseriscilo tu stesso o, in alternativa, metti l'avviso {{tmp\|Bio}} che ne segnala la mancanza. Se i dati riportati sono sbagliati, correggi direttamente la voce biografica; le modifiche saranno visibili in questa lista entro pochi giorni. Per chiarimenti vedi il progetto biografie. La lista contiene solo le 331 persone che sono citate nell'enciclopedia e per le quali è stato implementato correttamente il template Bio. Pagina aggiornata al 2 ago 2025. |

- 1º dicembre - Andrea Bertolini, pilota automobilistico italiano
- 1º dicembre - Carlos Bossio, ex calciatore argentino
- 1º dicembre - Lombardo Boyar, attore, comico e doppiatore statunitense
- 1º dicembre - Paola Cambiaghi, conduttrice televisiva e giornalista italiana
- 1º dicembre - Fausto Cerentin, sciatore d'erba italiano
- 1º dicembre - Steve Gibb, musicista, compositore e cantante britannico
- 1º dicembre - Akiko Nakagawa, doppiatrice giapponese
- 1º dicembre - Sigurður Ragnar Eyjólfsson, allenatore di calcio e ex calciatore islandese
- 1º dicembre - Rania Youssef, attrice egiziana
- 2 dicembre - Alessandra Santos de Oliveira, ex cestista brasiliana
- 2 dicembre - Gracen Averil, ex cestista americo-verginiano
- 2 dicembre - Michaël Youn, attore, regista e sceneggiatore francese
- 2 dicembre - Graham Kavanagh, ex calciatore irlandese
- 2 dicembre - Pierre Louvrier, dirigente d'azienda belga
- 2 dicembre - Monica Seles, ex tennista jugoslava
- 2 dicembre - Jan Ullrich, ex ciclista su strada e ciclocrossista tedesco
- 2 dicembre - Grant Wahl, giornalista statunitense († 2022)
- 3 dicembre - Daniela Biamonte, pallavolista italiana
- 3 dicembre - Bruno Campos, attore, doppiatore e avvocato brasiliano
- 3 dicembre - Holly Marie Combs, attrice e produttrice televisiva statunitense
- 3 dicembre - Giovanni D'Innocenzo, ginnasta italiano
- 3 dicembre - Enrico Dell'Amore, pentatleta italiano
- 3 dicembre - Boris Gorenc, ex cestista sloveno
- 3 dicembre - Sammy Leung, cantante, attore e disc jockey cinese
- 3 dicembre - Gabriele Magni, ex schermidore italiano
- 3 dicembre - Super Crazy, wrestler messicano
- 4 dicembre - Tyra Banks, supermodella, attrice e personaggio televisivo statunitense
- 4 dicembre - Keith Caputo, cantante statunitense
- 4 dicembre - Michele Ceccoli, ex calciatore sammarinese
- 4 dicembre - Rodrigo Cordero, ex calciatore costaricano
- 4 dicembre - Ferry Corsten, disc jockey olandese
- 4 dicembre - Gianluca Jodice, regista italiano
- 4 dicembre - Kate Rusby, cantautrice britannica
- 4 dicembre - Cristina Scocchia, dirigente d'azienda italiana
- 4 dicembre - Corliss Williamson, ex cestista e allenatore di pallacanestro statunitense
- 5 dicembre - Arik Benado, allenatore di calcio e ex calciatore israeliano
- 5 dicembre - Lorenzo Bianchi Hoesch, compositore italiano
- 5 dicembre - Clic Bloomfield, ex sciatore alpino statunitense
- 5 dicembre - Cristina Bontaș, ex ginnasta rumena
- 5 dicembre - Cláudio Tencati, allenatore di calcio brasiliano
- 5 dicembre - Tamara Donà, attrice, conduttrice televisiva e conduttrice radiofonica italiana
- 5 dicembre - Igor Flores, ex ciclista su strada spagnolo
- 5 dicembre - Danny Franco, allenatore di pallacanestro israeliano
- 5 dicembre - Sorin Grindeanu, politico rumeno
- 5 dicembre - Shalom Harlow, supermodella e attrice canadese
- 5 dicembre - Josef Ivanović, ex calciatore tedesco
- 5 dicembre - Dmytro Kolomijec', aviatore e militare ucraino († 2022)
- 5 dicembre - Mikelangelo Loconte, cantante e musicista italiano
- 5 dicembre - Nature, rapper statunitense
- 5 dicembre - Gianluca Perilli, politico italiano
- 5 dicembre - Danielle Winits, attrice, danzatrice e cantante brasiliana
- 5 dicembre - Corissa Yasen, cestista e multiplista statunitense († 2001)
- 6 dicembre - Mario Cassi, baritono italiano
- 6 dicembre - Nikos Christodoulidīs, politico e diplomatico cipriota
- 6 dicembre - Samuel Colt, attore pornografico statunitense
- 6 dicembre - François de Rugy, politico francese
- 6 dicembre - Massimiliano Gioni, critico d'arte italiano
- 6 dicembre - Cédric Heitz, allenatore di pallacanestro francese
- 6 dicembre - Slavica Ilić, ex cestista jugoslava
- 6 dicembre - Elliot Levey, attore britannico
- 6 dicembre - Mirko Mazzanti, doppiatore italiano
- 6 dicembre - Petar Miloševski, calciatore macedone († 2014)
- 6 dicembre - Delphine Moriau, doppiatrice e attrice belga
- 7 dicembre - Kelly Barnhill, scrittrice statunitense
- 7 dicembre - Vincenzo Chimirri, cavaliere italiano
- 7 dicembre - Karen Jo Fields, cantante norvegese
- 7 dicembre - Gorka Gerrikagoitia, dirigente sportivo e ex ciclista su strada spagnolo
- 7 dicembre - Terrell Owens, giocatore di football americano statunitense
- 7 dicembre - Junko Ozawa, ex calciatrice giapponese
- 7 dicembre - Fabien Pelous, ex rugbista a 15 e dirigente sportivo francese
- 7 dicembre - Scott Poteet, aviatore statunitense
- 7 dicembre - Damien Rice, cantautore irlandese
- 7 dicembre - Tuanku Nur Zahirah, sovrana malese
- 7 dicembre - Octavio Valdez, allenatore di calcio e ex calciatore messicano
- 8 dicembre - Pasquale Apa, ex calciatore italiano
- 8 dicembre - Andrea Belanská, ex cestista slovacca
- 8 dicembre - Doron Bell Jr., attore, musicista e cantante canadese
- 8 dicembre - Alex Brunner, allenatore di calcio e ex calciatore italiano
- 8 dicembre - José Costa, ex cestista portoghese
- 8 dicembre - Daniele De Paoli, ex ciclista su strada italiano
- 8 dicembre - Cosimo Di Lauro, mafioso italiano († 2022)
- 8 dicembre - Carlos Echevarría, attore argentino
- 8 dicembre - Chris Ensminger, ex cestista e allenatore di pallacanestro statunitense
- 8 dicembre - Gorō Inagaki, cantante e attore giapponese
- 8 dicembre - Adriano Marenco, drammaturgo e giornalista italiano
- 8 dicembre - Guido Scorza, giurista italiano
- 8 dicembre - Corey Taylor, cantante, musicista e imprenditore statunitense
- 9 dicembre - Stacey Abrams, politica, avvocato e attivista statunitense
- 9 dicembre - Fabio Artico, dirigente sportivo e ex calciatore italiano
- 9 dicembre - Sven Christ, allenatore di calcio e ex calciatore svizzero
- 9 dicembre - Nicolae Constantin, allenatore di calcio e ex calciatore rumeno
- 9 dicembre - Chicco Giuliani, conduttore radiofonico, disc jockey e giornalista italiano
- 9 dicembre - Vénuste Niyongabo, ex mezzofondista burundese
- 9 dicembre - Jorge Rivera, ex cestista portoricano
- 9 dicembre - Denis Salati, arbitro di calcio italiano
- 9 dicembre - Jayne Svenungsson, teologa e scrittrice svedese
- 10 dicembre - Israel Elejalde, attore spagnolo
- 10 dicembre - Arden Myrin, cabarettista e attrice statunitense
- 10 dicembre - Massimo Scoponi, allenatore di calcio e ex calciatore italiano
- 10 dicembre - Gabriela Spanic, attrice, modella e cantante venezuelana
- 10 dicembre - Slobodan Sudec, calciatore croato († 2021)
- 10 dicembre - Roberto Tiranti, cantante e bassista italiano
- 10 dicembre - Gábor Totola, schermidore ungherese
- 11 dicembre - Giorgia Andreuzza, politica italiana
- 11 dicembre - Anita Caprioli, attrice italiana
- 11 dicembre - Luke Casserly, ex calciatore e allenatore di calcio australiano
- 11 dicembre - Carlos Alberto Contreras, ex ciclista su strada colombiano
- 11 dicembre - Umberto Ferraro, militare italiano
- 11 dicembre - Marcelo Galvão, regista, sceneggiatore e produttore cinematografico brasiliano
- 11 dicembre - Virginie Joron, politica francese
- 11 dicembre - Mos Def, rapper, cantautore e attore statunitense
- 11 dicembre - Yūko Obuchi, politica giapponese
- 11 dicembre - Sándor Preisinger, ex calciatore ungherese
- 12 dicembre - Américo Manuel Alves Aguiar, cardinale e vescovo cattolico portoghese
- 12 dicembre - Gary Breen, ex calciatore irlandese
- 12 dicembre - Giovanna Donini, autrice televisiva e sceneggiatrice italiana
- 12 dicembre - João Elias, ex calciatore ruandese
- 12 dicembre - Winning Jah, cantante, percussionista e musicista nigeriano
- 12 dicembre - Pamela L. Gay, astronoma e educatrice statunitense
- 12 dicembre - Sébastien Jeanneret, ex calciatore svizzero
- 12 dicembre - Josephat Kiprono, ex maratoneta e mezzofondista keniota
- 12 dicembre - Dagur Kári, regista e musicista islandese
- 12 dicembre - Paz Lenchantin, bassista, violinista e pianista argentina
- 12 dicembre - Josephat Machuka, ex mezzofondista keniota
- 12 dicembre - Babacar N'Diaye, dirigente sportivo, allenatore di calcio e ex calciatore senegalese
- 12 dicembre - Makhtar N'Diaye, ex cestista senegalese
- 12 dicembre - Denise Parker, ex arciera statunitense
- 12 dicembre - Nate Reinking, ex cestista e allenatore di pallacanestro statunitense
- 12 dicembre - Seo Dong-won, ex calciatore sudcoreano
- 12 dicembre - Moges Taye, ex maratoneta etiope
- 12 dicembre - Damon Williams, ex cestista e allenatore di pallacanestro statunitense
- 13 dicembre - Emre Aşık, allenatore di calcio e ex calciatore turco
- 13 dicembre - Christie Clark, attrice statunitense
- 13 dicembre - Adeline Dumapong, sollevatrice filippina
- 13 dicembre - Meghna Gulzar, regista e sceneggiatrice indiana
- 13 dicembre - Mohamed Juma, ex calciatore bahreinita
- 13 dicembre - Altin Rrica, ex calciatore albanese
- 13 dicembre - Aaron Yates, pilota motociclistico statunitense
- 14 dicembre - Joe Barbieri, cantautore, produttore discografico e compositore italiano
- 14 dicembre - Nebojša Bogavac, allenatore di pallacanestro e ex cestista montenegrino
- 14 dicembre - Pat Burke, ex cestista irlandese
- 14 dicembre - José Luis Castillo, pugile messicano
- 14 dicembre - Arayik Harutyunyan, politico karabakho
- 14 dicembre - Boris Henry, ex giavellottista tedesco
- 14 dicembre - Allan Johnston, allenatore di calcio e ex calciatore scozzese
- 14 dicembre - Jung Hye-young, attrice sudcoreana
- 14 dicembre - Giampaolo Medei, allenatore di pallavolo italiano
- 14 dicembre - Mario Pardini, politico italiano
- 14 dicembre - Tomasz Radzinski, dirigente sportivo e ex calciatore polacco
- 14 dicembre - Saulius Štombergas, ex cestista e allenatore di pallacanestro lituano
- 14 dicembre - Thuy Trang, attrice vietnamita († 2001)
- 14 dicembre - Federico Vidal, allenatore di calcio a 5 e ex giocatore di calcio a 5 spagnolo
- 15 dicembre - Terrell Bell, ex cestista statunitense
- 15 dicembre - Surya Bonaly, ex pattinatrice artistica su ghiaccio francese
- 15 dicembre - Revaz Chomakhidze, pallanuotista georgiano
- 15 dicembre - Oksana Cyhul'ova, ex ginnasta ucraina
- 15 dicembre - Frédéric Ozon, pilota di rally e architetto francese
- 15 dicembre - Ryoo Seung-wan, regista, sceneggiatore e attore sudcoreano
- 15 dicembre - Stefano Secco, tenore, percussionista e produttore discografico italiano
- 15 dicembre - Wang Haibin, ex schermidore cinese
- 15 dicembre - Will Robson Emilio Andrade, ex calciatore brasiliano
- 15 dicembre - Yang Li, ex cestista cinese
- 16 dicembre - Kristie Boogert, ex tennista olandese
- 16 dicembre - Anne Caillon, attrice francese
- 16 dicembre - Tomasz Czubak, ex velocista polacco
- 16 dicembre - Mariza, cantante portoghese
- 16 dicembre - Themba Mnguni, ex calciatore sudafricano
- 16 dicembre - Andrea Portera, compositore italiano
- 16 dicembre - Miraslaŭ Ramaščanka, allenatore di calcio e ex calciatore ucraino
- 16 dicembre - Luisa Ranieri, attrice e conduttrice televisiva italiana
- 16 dicembre - Scott Storch, produttore discografico e musicista statunitense
- 16 dicembre - Pablo Sultani, attore argentino
- 16 dicembre - Paulo César de Oliveira, ex arbitro di calcio brasiliano
- 17 dicembre - Martha Érika Alonso Hidalgo, politica messicana († 2018)
- 17 dicembre - Christa Campbell, attrice, modella e produttrice cinematografica statunitense
- 17 dicembre - Giuseppe Fallacara, architetto italiano
- 17 dicembre - Brian Fitzpatrick, politico statunitense
- 17 dicembre - Konstadinos Gatsioudis, ex giavellottista greco
- 17 dicembre - Tony Guoga, giocatore di poker e politico lituano
- 17 dicembre - Regina Häusl, ex sciatrice alpina tedesca
- 17 dicembre - Rian Johnson, regista, sceneggiatore e musicista statunitense
- 17 dicembre - Seyoung Kim, fumettista sudcoreana
- 17 dicembre - Tom Knight, ex giocatore di football americano statunitense
- 17 dicembre - Paula Radcliffe, ex maratoneta e mezzofondista britannica
- 17 dicembre - Reinard Wilson, ex giocatore di football americano statunitense
- 18 dicembre - Brahim Mezouar, allenatore di calcio e ex calciatore algerino
- 18 dicembre - Il'ja Averbuch, ex danzatore su ghiaccio russo
- 18 dicembre - Tommy Berntsen, allenatore di calcio e ex calciatore norvegese
- 18 dicembre - Romeo Gontineac, allenatore di rugby a 15 e ex rugbista a 15 rumeno
- 18 dicembre - Ruslan Ivanov, ex ciclista su strada moldavo
- 18 dicembre - Larisa Kurkina, ex fondista russa
- 18 dicembre - Agnieszka Pachałko, modella polacca
- 18 dicembre - Eimear Quinn, cantante irlandese
- 18 dicembre - Eric Stokes, ex giocatore di football americano statunitense
- 19 dicembre - Sébastien Demarbaix, dirigente sportivo e ex ciclista su strada belga
- 19 dicembre - Wender, disc jockey, conduttore radiofonico e tecnico del suono italiano
- 19 dicembre - Michalīs Grīgoriou, allenatore di calcio e ex calciatore greco
- 19 dicembre - Reggie Jackson, ex cestista statunitense
- 19 dicembre - Anika Larsen, attrice e cantante statunitense
- 19 dicembre - Reyes Maroto, politica e economista spagnola
- 19 dicembre - Thora Meyer-Efland, ex pentatleta tedesca
- 19 dicembre - Paul Roberts, giocatore di calcio a 5 australiano
- 19 dicembre - Takashi Sorimachi, attore giapponese
- 19 dicembre - Vrbica Stefanov, ex cestista e allenatore di pallacanestro macedone
- 19 dicembre - Kebu Stewart, ex cestista statunitense
- 19 dicembre - Erick Wainaina, maratoneta keniota
- 19 dicembre - Zul'fija Zabirova, dirigente sportiva e ex ciclista su strada russa
- 20 dicembre - Jenny Boucek, ex cestista e allenatrice di pallacanestro statunitense
- 20 dicembre - Damiano Cesari, ex calciatore italiano
- 20 dicembre - Salim Chartouni, ex calciatore messicano
- 20 dicembre - Gabriele Dell'Otto, fumettista e illustratore italiano
- 20 dicembre - Maarja Kangro, scrittrice estone
- 20 dicembre - Antti Kasvio, ex nuotatore finlandese
- 20 dicembre - Dolores Pampin, ex schermitrice argentina
- 20 dicembre - Nicolás Pauls, attore argentino
- 21 dicembre - Matías Almeyda, allenatore di calcio e ex calciatore argentino
- 21 dicembre - Mike Alstott, ex giocatore di football americano statunitense
- 21 dicembre - Sékou Oumar Drame, ex calciatore guineano
- 21 dicembre - Igor' Kravcov, ex canottiere russo
- 21 dicembre - Hideharu Miyahira, saltatore con gli sci giapponese
- 21 dicembre - Sarah Nixey, cantautrice britannica
- 21 dicembre - Tomasz Sikora, ex biatleta polacco
- 21 dicembre - Karmen Stavec, cantante slovena
- 21 dicembre - Becky Umeh, danzatrice, cantante e attrice nigeriana
- 21 dicembre - Sovrana Welf, ex sciatrice alpina italiana
- 21 dicembre - Marko Yli-Hannuksela, ex lottatore finlandese
- 21 dicembre - Nermin Šabić, allenatore di calcio e ex calciatore bosniaco
- 22 dicembre - Vincenzo Amendola, politico italiano
- 22 dicembre - Traci Dinwiddie, attrice statunitense
- 22 dicembre - Marco Falchetto, schermidore austriaco
- 22 dicembre - Jyri Lehtonen, ex cestista e allenatore di pallacanestro finlandese
- 22 dicembre - Sarina Paris, cantante canadese
- 22 dicembre - Annie Pelletier, ex tuffatrice canadese
- 22 dicembre - Jonathan Peña, schermidore portoricano
- 22 dicembre - Sergio Silvestris, politico italiano
- 22 dicembre - Alan Thompson, ex calciatore inglese
- 23 dicembre - Guglielmo Arena, allenatore di calcio italiano
- 23 dicembre - Gala León García, allenatrice di tennis e ex tennista spagnola
- 23 dicembre - Narciso dos Santos, ex calciatore brasiliano
- 23 dicembre - Anesti Qendro, ex calciatore albanese
- 23 dicembre - Ahmad Omar Sa'id Shaykh, terrorista britannico
- 24 dicembre - Frédéric Demontfaucon, ex judoka francese
- 24 dicembre - Martin Kellerman, fumettista svedese
- 24 dicembre - Liu Dong, ex mezzofondista cinese
- 24 dicembre - Adam Majewski, allenatore di calcio e ex calciatore polacco
- 24 dicembre - Giancarlo Marinelli, scrittore, regista e sceneggiatore italiano
- 24 dicembre - Stephenie Meyer, scrittrice e produttrice cinematografica statunitense
- 24 dicembre - Igor Mihajlovski, ex cestista e allenatore di pallacanestro macedone
- 24 dicembre - Matt Passmore, attore australiano
- 24 dicembre - Eddie Pope, procuratore sportivo e ex calciatore statunitense
- 24 dicembre - Ali Salem Tamek, attivista sahrāwī
- 25 dicembre - Cristina Chiuso, ex nuotatrice e opinionista italiana
- 25 dicembre - Chris Harris, wrestler statunitense
- 25 dicembre - Jong Yeu-Jeng, ex giocatore di baseball taiwanese
- 25 dicembre - Kim Hae-woon, allenatore di calcio e ex calciatore sudcoreano
- 25 dicembre - Tadatoshi Masuda, ex calciatore giapponese
- 25 dicembre - Gōichi Motomura, ex tennista giapponese
- 25 dicembre - Kristi Myst, ex attrice pornografica statunitense
- 25 dicembre - Abiodun Obafemi, ex calciatore nigeriano
- 25 dicembre - Gabriel Popescu, ex calciatore rumeno
- 25 dicembre - Harald Solberg, ex calciatore norvegese
- 26 dicembre - Sam Abouo, ex calciatore ivoriano
- 26 dicembre - Alain Baxter, ex sciatore alpino britannico
- 26 dicembre - Ryan Berube, ex nuotatore statunitense
- 26 dicembre - Gianluca Faliva, ex rugbista a 15 italiano
- 26 dicembre - Micah Hauptman, attore statunitense
- 26 dicembre - Reichen Lehmkuhl, modello e attore statunitense
- 26 dicembre - Melissa Mills, pallanuotista australiana
- 26 dicembre - Alessandro Rizzi, fotografo italiano
- 26 dicembre - Dergin Tokmak, ballerino tedesco
- 26 dicembre - Elena Udrea, politica rumena
- 26 dicembre - Gabriel Vochin, ex calciatore romeno
- 27 dicembre - Tobias Billström, politico svedese
- 27 dicembre - Tabatha Cash, ex attrice pornografica francese
- 27 dicembre - Wilson Cruz, attore statunitense
- 27 dicembre - Merlene Frazer, ex velocista giamaicana
- 27 dicembre - Francesco Gambella, canoista italiano
- 27 dicembre - Luka Grubor, ex canottiere croato
- 27 dicembre - Elizaveta Koževnikova, ex sciatrice freestyle russa
- 27 dicembre - Alexi Murdoch, musicista e cantautore inglese
- 27 dicembre - Ike Nwankwo, ex cestista statunitense
- 27 dicembre - Mehdi Pashazadeh, allenatore di calcio e ex calciatore iraniano
- 27 dicembre - Ron Riley, ex cestista e allenatore di pallacanestro statunitense
- 27 dicembre - Jamal Robinson, ex cestista statunitense
- 27 dicembre - Shawn Swords, ex cestista e allenatore di pallacanestro canadese
- 27 dicembre - Mihails Ziziļevs, ex calciatore lettone
- 28 dicembre - Kwame Ayew, ex calciatore ghanese
- 28 dicembre - Marc Blume, ex velocista tedesco
- 28 dicembre - Alex Coomber, ex skeletonista britannica
- 28 dicembre - Alex Dimitriades, attore australiano
- 28 dicembre - Kanetake Ebikawa, character designer giapponese
- 28 dicembre - Herborg Kråkevik, cantante e attrice norvegese
- 28 dicembre - Seth Meyers, attore, sceneggiatore e conduttore televisivo statunitense
- 28 dicembre - Ids Postma, ex pattinatore di velocità su ghiaccio olandese
- 28 dicembre - Oļegs Rudenko, ex calciatore lettone
- 28 dicembre - Tania Tupu, ex cestista neozelandese
- 28 dicembre - Wágner Alves dos Santos, allenatore di calcio e ex calciatore brasiliano
- 29 dicembre - Alessandra Magnaguagno, ex calciatrice e ex giocatrice di calcio a 5 italiana
- 29 dicembre - Musa Otieno, ex calciatore keniota
- 29 dicembre - Henry Paulino, ex cestista dominicano
- 29 dicembre - Pimp C, rapper e produttore discografico statunitense († 2007)
- 29 dicembre - Christophe Rinero, ex ciclista su strada francese
- 29 dicembre - Vince Rockland, attore pornografico statunitense
- 29 dicembre - Īlias Sapanīs, ex calciatore greco
- 29 dicembre - Sandro Trevisan, ex cestista italiano
- 30 dicembre - Frans Bauer, cantante olandese
- 30 dicembre - Jason Behr, attore statunitense
- 30 dicembre - Ato Boldon, ex velocista trinidadiano
- 30 dicembre - Alin Bănceu, ex calciatore rumeno
- 30 dicembre - Dimba, ex calciatore brasiliano
- 30 dicembre - Maureen Flannigan, attrice statunitense
- 30 dicembre - Shane Gallagher, chitarrista statunitense
- 30 dicembre - Christian McKay, attore britannico
- 30 dicembre - Jason Molina, cantautore statunitense († 2013)
- 30 dicembre - Don Reid, ex cestista statunitense
- 30 dicembre - Jurica Siljanoski, ex calciatore macedone
- 30 dicembre - Jon Theodore, batterista statunitense
- 30 dicembre - Nacho Vidal, ex attore pornografico spagnolo
- 31 dicembre - Shandon Anderson, ex cestista statunitense
- 31 dicembre - Morgan Bertacca, regista, sceneggiatore e montatore italiano
- 31 dicembre - Nikolaj Ciskaridze, ballerino russo
- 31 dicembre - Judd Flavell, ex cestista e allenatore di pallacanestro neozelandese
- 31 dicembre - Kai Hahto, batterista finlandese
- 31 dicembre - Shawn Harvey, ex cestista statunitense
- 31 dicembre - Amir Karić, ex calciatore sloveno
- 31 dicembre - Jesper Ljung, allenatore di calcio e ex calciatore svedese
- 31 dicembre - Sinnamon Love, ex attrice pornografica statunitense
- 31 dicembre - Tomáš Medveď, allenatore di calcio e ex calciatore slovacco
- 31 dicembre - Malcolm Middleton, chitarrista e cantante britannico
- 31 dicembre - Hiroyuki Miura, ex hockeista su ghiaccio giapponese
- 31 dicembre - Curtis Myden, ex nuotatore canadese